# NCネットワーク
株式会社NCネットワークは、東京都台東区に本社を置き、インターネットを中心とする工場向けネットワークサービスを展開している日本の企業である。

## 概要
日本各地の工場が保有する設備・技術を検索できるサービス「EMIDAS（エミダス）」を運営している。
東京都の町工場間での情報ネットワーク（エクストラネット）構築の動きから発展し、1998年の同社設立と同時に日本初のインターネットを利用した製造業向けのビジネスマッチングシステムとしてEMIDASの前身となるサービスが開始された。2000年時点で約1400社が同社サービスに設備・技術情報を登録している。

## 沿革
- 1997年2月 30-40歳の若手経営者（2-3代目）を中心とした製造異業種9社が、東京都労働経済局の支援を受けてエクストラネットを構築。（CAD/CAMを中心とした）社内LANをインターネット上で結び、相互取引を開始
- 1998年2月 東京都葛飾区金町に設立、Web会員事業（現：エミダス事業）を開始
- 1999年9月 日経インターネットアワード（ビジネス部門）受賞
- 2000年6月 EC事業開始
- 2000年6月 製造業者向けのQ&Aサービス「技術の森」開設
- 2002年11月 加工事業部『ISO9001;2000』の認証取得
- 2003年4月 NCネットワーク中国（上海恩系信息諮詢有限公司）設立
- 2013年10月 NCネットワークアメリカ設立